# Cirolana albidoida
Cirolana albidoida är en kräftdjursart som beskrevs av Brian Frederick Kensley och Marilyn Schotte 1987. Cirolana albidoida ingår i släktet Cirolana och familjen Cirolanidae. Inga underarter finns listade i Catalogue of Life.